# Bulharské letectvo
Bulharské letectvo (bulharsky Военновъздушни сили на България; vzdušné síly Bulharska) je součástí ozbrojených sil Bulharska.

## Historie
Bulharské vzdušné síly byly oficiálně založeny 20. dubna 1906. Složeny byly ze vzducholodí Sofia 1, které byly určeny pro zpravodajské operace bulharské armády. V roce 1910 byl do Bulharska pozván ruský letecký konstruktér Boris Maslennikov, aby předvedl svou modifikaci francouzského letadla Farman III. Po této demonstraci se bulharská vláda rozhodla vybavit armádu letadly. V roce 1912 získalo bulharské letectvo své první letadlo - Blériot XXI. První let na něm provedl 13. srpna téhož roku pilot Simeon Petrov.
15. října 1912 během první balkánské války uskutečnilo letectvo průzkumné mise, při kterých získávalo informace o počtu a rozmístění tureckých jednotek. Už následující den začali piloti Radul Milkov a Prodan Tarakčiev shazovat na tureckou armádu pumy. Tím se stali prvními piloty v historii bulharského letectví, kteří se zúčastnili bojové mise. Během obléhání Adrianopole (tj. Edirne) používali bulharští piloti letadla nejen pro vojenské účely, ale také jako první z nich shazovali letáky.

## Struktura a výzbroj
Bulharské letectvo přešlo v 90. letech na novou organizační strukturu, přičemž byly dosavadní letecké pluky transformovány na letecké základny, které spadají pod velitelství taktického letectva. V Graf Ignatievu se nachází 3. letecká základna, z níž operují stíhací letouny MiG-29 zabezpečující obranu bulharského vzdušného prostoru. Průzkum a útoky proti pozemním cílům jsou úkolem 22. letecké základny v Bezmeru s bitevními letouny Su-25. Leteckou přepravu zajišťuje 16. letecká základna (část letiště Sofie) s letouny C-27J Spartan. Na 24. letecké základně Krumovo se nacházejí vrtulníky typu AS532 Cougar, Bell 206 a Mi-17. Cvičné letouny PC-9 a L-39 Albatros působí na 12. letecké základně Dolna Mitropolija. Bulharské námořnictvo disponuje třemi vrtulníky AS565 Panther.

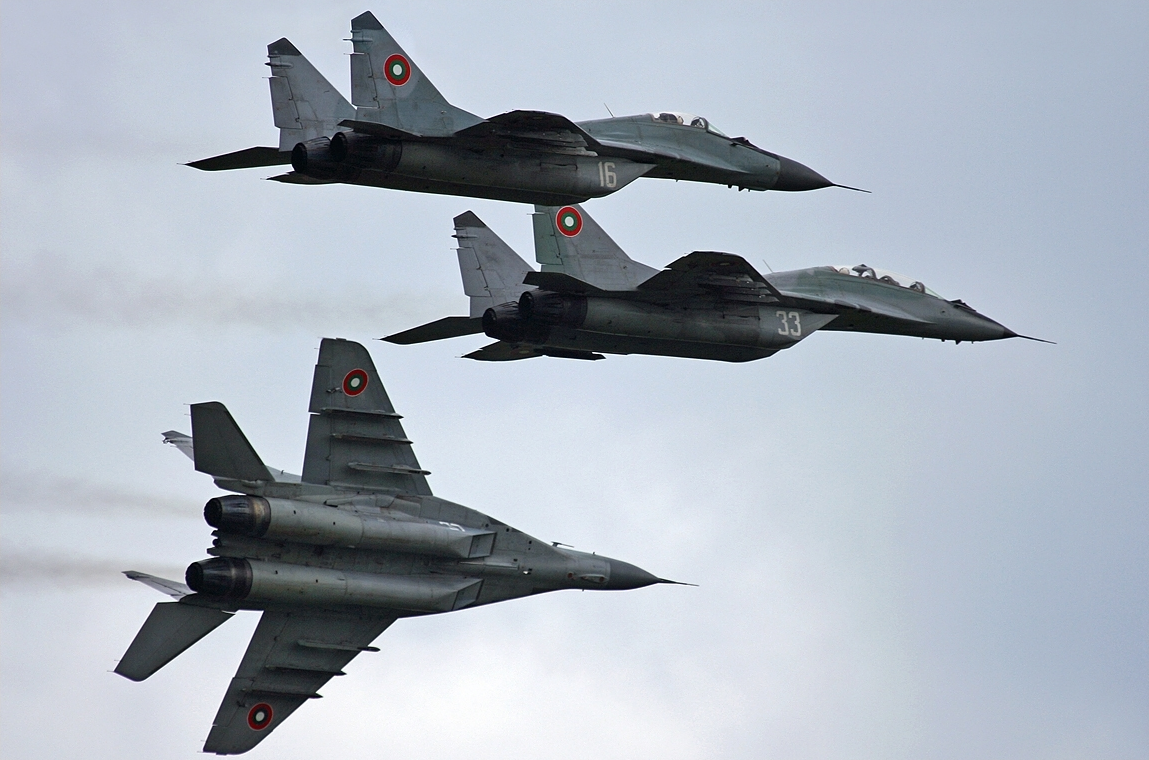
Formace bulharských MiGů 29

Koncem roku 2015 převedlo bulharské letectvo šest zbývajících letounů MiG-21 do operační zálohy, přičemž ve stejné době skončila platnost smlouvy o servisu bojových letounů s ruskou společností RSK-MiG, kterou bulharské ministerstvo obrany odmítlo prodloužit. Bez servisu a náhradních dílů hrozilo, že by bulharské letectvo mělo od poloviny roku 2016 pouze dva letuschopné stíhací letouny. V lednu 2016 byly v provozu pouze čtyři letouny MiG-29 s dostatkem letových hodin, zatímco dalších šest letounů potřebovalo revizi či výměnu motorů. Bulharsko se proto předběžně dohodlo na technické podpoře s polskou společností Wojskowe Zaklady Lotnicze. Bulharský parlament rovněž schválil dodatky zákona o obraně a ozbrojených silách, které umožňují, aby bulharský vzdušný prostor střežily stroje vzdušných sil členských států NATO.
Podle následně přijaté koncepce obranných investic do roku 2020 je v letech 2016 a 2017 v plánu modernizace nejméně deseti letounů MiG-29. Do konce roku 2016 pak chtělo bulharské ministerstvo obrany podepsat smlouvu o pořízení nových nebo „mírně olétaných“ letounů. Podle bulharské agentury Novinite se uvažovalo o strojích F-16, JAS-39 Gripen nebo Eurofighter Typhoon. Výzva k podání nabídek, obracející se na užší výběr možných dodavatelů letecké techniky z Itálie, Portugalska, Švédska a USA, byla bulharským ministerstvem obrany zveřejněna 9. prosince 2016. V roce 2019 byl dohodnut nákup 8 amerických F-16 Block 70, z toho šesti jednomístných F-16C a páru dvoumístných F-16D. Stroje budou dodány do roku 2024.

## Letecká technika

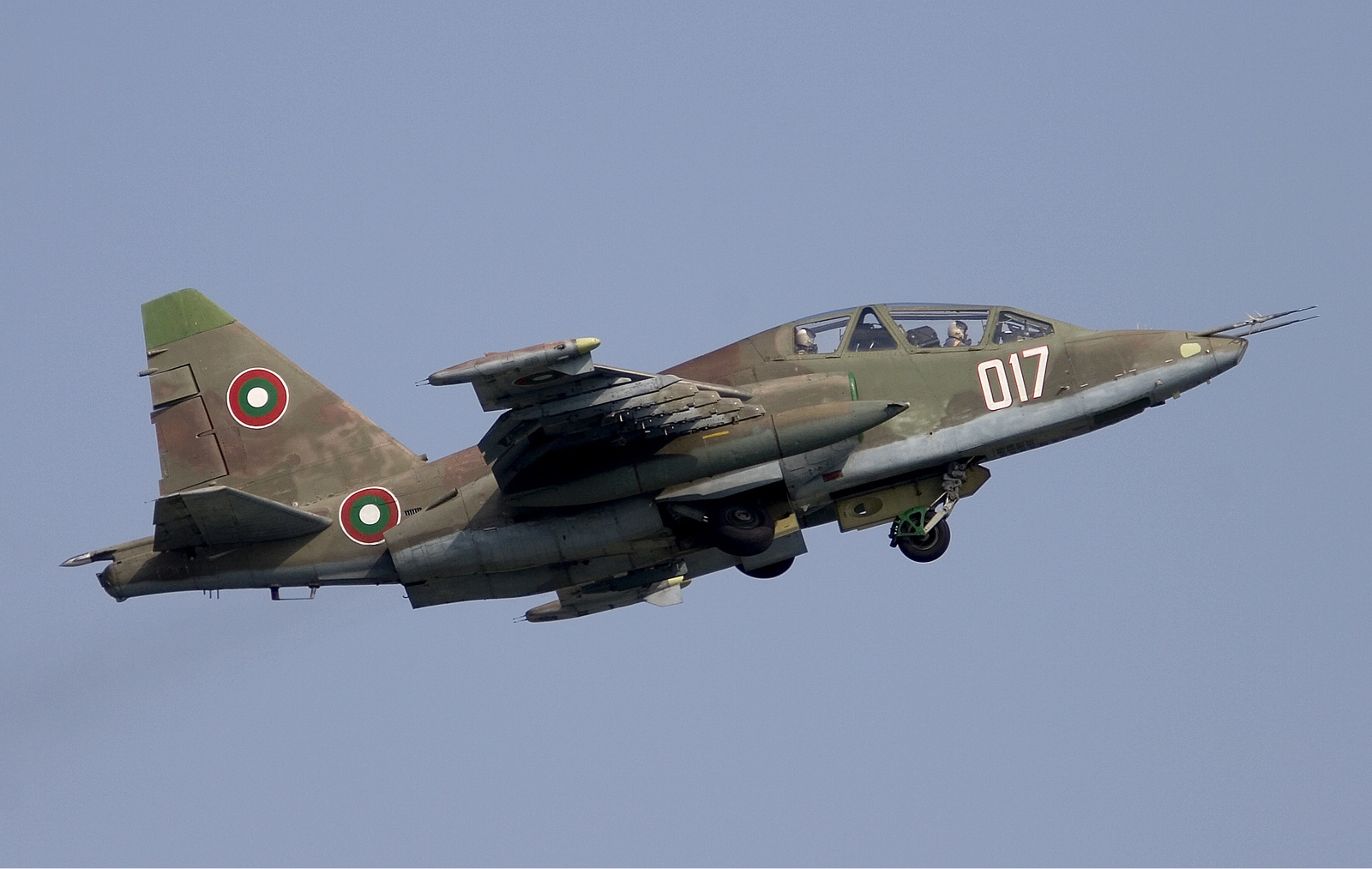
Su-25UBK

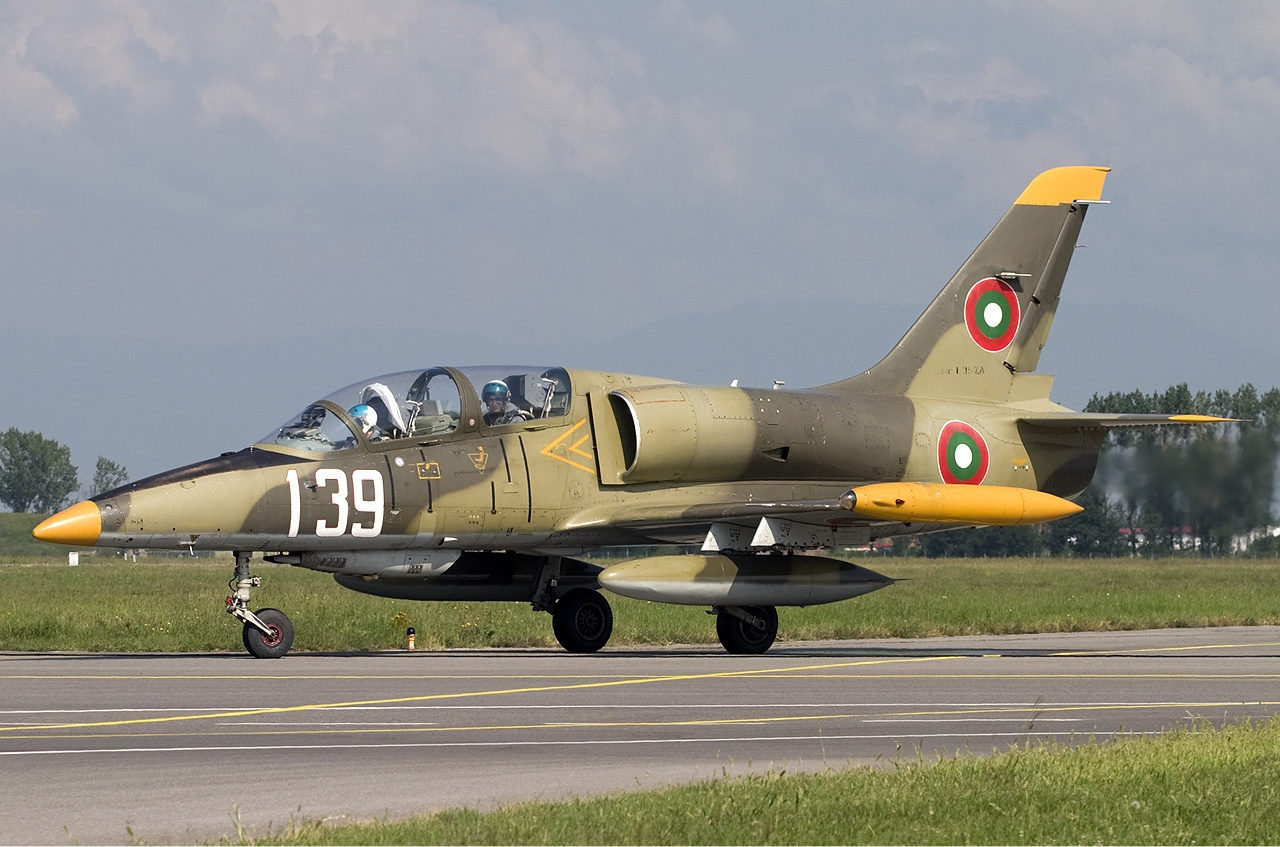
L-39ZA Albatros

### Přehled
Tabulka obsahuje přehled letecké techniky bulharského letectva podle Flightglobal.com.
| Název                          | Fotografie     | Původ          | Určení               | Verze          | Ve službě      | Objednáno      |                |
| Bojové letouny                 | Bojové letouny | Bojové letouny | Bojové letouny       | Bojové letouny | Bojové letouny | Bojové letouny | Bojové letouny |
| ------------------------------ | -------------- | -------------- | -------------------- | -------------- | -------------- | -------------- | -------------- |
| F-16                           |                | USA            | stíhací letoun       | F-16V          | 0              | 8              |                |
| MiG-29                         |                | Sovětský svaz  | stíhací letoun       |                | 15             |                |                |
| Su-25                          |                | Sovětský svaz  | bitevní letoun       |                | 12             |                |                |
| Dopravní a transportní letouny |                |                |                      |                |                |                |                |
| C-27J                          |                | Itálie         | transportní letoun   |                | 3              |                |                |
| Speciální letouny              |                |                |                      |                |                |                |                |
| An-30                          |                | Sovětský svaz  | průzkum              |                | 1              |                |                |
| Vrtulníky                      |                |                |                      |                |                |                |                |
| AS532                          |                | Francie        | víceúčelový vrtulník |                | 12             | 2              |                |
| Bell 206                       |                | USA            | víceúčelový vrtulník |                | 2              |                |                |
| Mi-17                          |                | Sovětský svaz  | transportní vrtulník |                | 4              |                |                |
| Cvičná letadla                 |                |                |                      |                |                |                |                |
| Bell 206                       |                | USA            | víceúčelový vrtulník |                | 4              | 2              |                |
| L-39                           |                | Československo | cvičný letoun        |                | 3              |                |                |
| PC-9                           |                | Švýcarsko      | cvičný letoun        |                | 5              |                |                |